# نجمی گنچالپ
نجمی گنچالپ (ترکی استانبولی: Necmi Gençalp؛ زادهٔ ۱ ژانویهٔ ۱۹۶۰) کشتی‌گیر اهل ترکیه است.